# El Weezya Fantastikoh
Bayongwa Olivier Mutawala, connu sous le nom de scène de El Weezya Fantastikoh, est un artiste musicien, chanteur, auteur-compositeur-interprète, danseur, activiste et philanthrope congolais originaire de la ville de Goma dans le Nord-Kivu,,.

## Biographie
El Weezya Fantastikoh est né le 10 février 1992 à Goma au Nord Kivu, en République démocratique du Congo (à l'époque République du Zaïre). Il commence comme chantre à l'âge de trois ans dans une chorale à l'église où son père est pasteur.

### Carrière musicale
En 2007, il fonde avec ses amis Dj Mishka, Money Man et Charly L Dalix le groupe musical G.D.P et ils enregistrent leur toute première chanson intitulée "Let's Go Now" (en français "Allons y maintenant"), suivie un an plus tard par une deuxième chanson "Get Rich" où il joue le rôle d'un grand séducteur qui saisit tout ce qu'il veut à cause de son argent.
El Weezya a lancé sa carrière solo avec la chanson "Touch Ngai" produite par Emma Matsoro sous le management de Thierry Vahwere Croco, qui est rapidement devenue un grand succès à travers la ville de Goma. Il a ensuite collaboré avec l'artiste nord-kivusien Wanny S-King sur sa chanson "Stranger",,, mais c'était en 2015, avec son titre "3X Sweety", qui est connu du public régional de l'Est de la République démocratique du Congo,,. Il est invité en 2017 au festival Indépendance Day Congo aux côtés de Mr Eazi du Nigeria et Diamond Platnumz de la Tanzanie.
En février 2019, il a été découvert par le patron du label F'Victeam créé en 2013 et basé à Kinshasa, la star de la rumba congolaise Fally Ipupa, lors de la cinquième édition du Festival Amani dans la ville de Goma où l'artiste était invité. Un an plus tard, en juin 2020, il confirme avoir signé El Weezya sur son label,,,
.

## Discographie

### Album
- 2014 : Bolingo
- 2018 : LOL

### Singles
- 2007: Let's Go Now
- 2008: Get Rich
- 2009: Run Away
- 2010: Touch Ngai
- 2013: Bolingo
- 2016  : Djawala
- 2015 : 3X Sweety
- 2017 : Pili pili
- 2018 : Hizo gari
- 2018  : Oh my gosh
- 2018  : Follow Me
- 2019  : LOL
- 2020 : Oyo Nani
- 2021: For You
- 2022: Peselengi
- 2022: Mbele (Fvicteam)
- 2023: Belle
- 2024: Bb 2 Bb

### Collaborations
- 2015 : Stranger - ft. Wanny S-King
- 2015 : Zoli Kadance - ft. Dj Coco
- 2016 : Mario - ft. Yvonne Fatuma
- 2018 : Mpaka chini - ft. Mista Poa
- 2019 : Romeo  et Juliette - ft. S'Black Winner et Angelous
- 2022: Too kufela wapi ft Jaysix Abdallah

## Récompenses et nominations
- 2018 : HIT de l'année avec la chanson Hizo Gari[10]
- 2019 : Prix d'honneur au KEMA Awards[18]
- UB Awards

## Vie privée
El Weezya Fantastikoh s'est marié le 29 décembre 2018, avec Bora Muchinya Nathalie, connu sous le nom de Bikira Nefertiti. Ensemble, ils ont deux petites filles dont Princesse-Almah Kinja Mutawala et Tamara-Manel Ahana Mutawala,.

## Lire aussi
- Afande Ready
- Fally Ipupa
- Malu NCB
- Innoss'B